# Salvador Allende

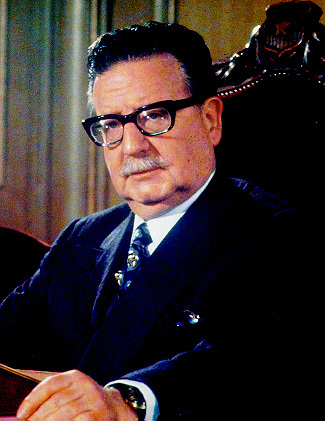
Salvador Allende

Salvador Allende Gossens (tiếng Tây Ban Nha phát âm: [salbaðoɾ aʝende ɣosens]; Sinh ngày 26 tháng 6 năm 1908 - mất ngày 11 tháng 9 năm 1973) là một bác sĩ và nhà chính trị Chile, người theo chủ nghĩa Marx đầu tiên trở thành tổng thống của một nước Mỹ Latinh thông qua bầu cử mở. Thời gian tham dự chính trường của Allende kéo dài khoảng gần bốn mươi năm. Là một thành viên của Đảng Xã hội, ông đã là một thượng nghị sĩ, dân biểu nghị viện và bộ trưởng nội các. Ông chạy đua không thành công vào chức vụ tổng thống trong các cuộc bầu cử năm 1952, 1958, và 1964. Năm 1970, ông thắng cử tổng thống trong một cuộc đua ba chiều sát sao, chính thức do Quốc hội bầu ra như không có ứng cử viên, và đã đạt được đa số phiếu.

## Tiểu sử
Là Tổng thống Chile, Allende đã áp dụng chính sách quốc hữu hóa các ngành công nghiệp và tập thể hóa; do các yếu tố này và các yếu tố khác, quan hệ ngày càng căng thẳng giữa ông và nhánh lập pháp và tư pháp của chính phủ Chile (những người không chia sẻ sự hăng hái của ông đối với sự xã hội hóa Chile) cuối cùng lên đến đỉnh điểm trong một tuyên bố của một "sự cố hiến pháp" của quốc hội. Ngày 11 tháng 9 năm 1973, quân đội đã tiến hành lật đổ Allende. Khi quân đội bao quanh cung điện La Moneda, Allende đã đọc bài diễn văn cuối cùng của ông tuyên bố sẽ không từ chức, và sau đó tự tử.